# ディジタル技術検定
ディジタル技術検定（ディジタルぎじゅつけんてい）とは、国際文化カレッジ主催、文部科学省後援のデジタル技術に関する検定である。
1989年（平成元年）にラジオ音響技能検定からコンピュータ系の技術を独立させて発足した。2023年(令和5年)6月実施の第66回をもって休止となった。
3級までは部門区別がないが、1・2級には制御部門と情報部門の区別がある。
得点が満点の60% 以上で合格。（ただし得点と配点は非公開）
合格率は4級が82%, 3級が56%, 2級(制御)が50%, 2級(情報)が64%, 1級(制御)が16%, 1級(情報)が20%である。

## 概要

### 受験級
- 1級（制御、情報）
- 2級（制御、情報）
- 3級
- 4級

### 受験料
- 1級 - 6,500円
- 2級 - 5,000円
- 3級 - 4,000円
- 4級 - 3,000円

※ 二つの級又は部門を併せて受験する場合は、両方の検定料を合計した金額となります。

### 試験日
1級：年1回（11月の第4日曜日）
2級～4級：年2回（6月と11月の第4日曜日）